# Contrabajeando
Contrabajeando es una obra compuesta en 1953 por Astor Piazzolla en colaboración con Aníbal Troilo. La partitura fue publicada en 1954 por la casa "editorial Julio Korn" de Buenos Aires y también por Éditions Universelles de París. La primera versión grabada por Piazzolla se editó en el álbum Piazzolla interpreta a Piazzolla de 1961.
Por esta composición, Piazzola recibió el Premio Montevideo (variedad) en 1953.
Esta pieza se ha convertido en una obra estándar para el contrabajo y se interpreta con frecuencia en conciertos y audiciones.

## Análisis
La pieza incluye una introducción más o menos larga al contrabajo en forma de cadencia solista, luego el tema es presentado por el contrabajo con acompañamiento del conjunto. Un segundo tema toma el relevo y luego el primer tema regresa para concluir la pieza.
Durante la carrera de Piazzolla, la pieza se enriqueció con aportes vinculados al trabajo del compositor en el tango nuevo.

## Grabaciones
- Astor Piazzolla y su Quinteto: Contrabajeando en el álbum Piazzolla interpreta a Piazzolla, con Astor Piazzolla – bandoneón, Simón Bajour – violín, Kicho Díaz – contrabajo, Horacio Malvicino – guitarra, Jaime Gosis – piano (Argentina : Sello RCA Victor, 1 de septiembre de 1961).[3]
- Barenboim /Mederos/Console: Astor Piazzolla (1921-1992), Mi Buenos Aires Querido: Tangos among friends, (Teldec, 1996).[4]
- Quinteto Emedea, Modernísimo, transcripciones de obras inéditas de Astor Piazzolla. (Contra/Tempo - CTP 02, 2019).[5]

## Transcripciones y arreglos
La composición ha sido objeto de numerosas adaptaciones y transcripciones para diversos instrumentos y formaciones, en particular:
- transcripción para piano solo (1954)[1][6]
- transcripción para guitarra solista[7]
- contrabajo o violonchelo y conjunto de cuerdas[8]
- Astor Piazzolla: 3 Tangos para cuarteto de clarinete, revisión de Florent Héau,[9] colección Jean-François Verdier, ediciones Billaudot.